# 청주 탑동 오층석탑
청주 탑동 오층석탑(淸州 塔洞 五層石塔)은 충청북도 청주시 상당구 탑동에 있는 오층석탑이다. 1976년 12월 21일 충청북도의 유형문화재 제25호로 지정되었다.

## 개요
청주 탑동에 서 있는 탑으로, 지금 자리에서 서쪽으로 40m 지점에 무너져 있던 것을 옮겨 세운 것이다. 이 탑으로 인하여 ‘탑동’이라는 마을 이름이 생겨났다. 형태로 보아 2층 기단(基壇) 위에 5층의 탑신(塔身)을 올렸을 듯 하나, 지금은 기단부가 거의 없어지고 탑신부는 1층의 몸돌과 1, 2, 3, 5층의 지붕돌만이 남아 있다. 5층 몸돌과 꼭대기의 머리장식은 탑을 복원할 때에 보충한 것이다.
일부만 남은 기단은 윗면에 탑신의 1층 몸돌을 받치기 위한 두꺼운 괴임조각을 두었다. 탑신의 1층 몸돌은 모서리마다 기둥모양의 조각을 두고, 4면에 불상을 새겼는데 동쪽은 약사여래상, 서쪽은 비로자나불상, 남쪽은 석가여래상, 북쪽은 아미타여래좌상인 듯하다. 지붕돌은 밑면의 받침이 5단씩이며, 네 귀퉁이가 치켜올라갔다.
전체적으로 통일신라의 석탑양식을 따르고 있는 듯하나, 잃어버린 석재들로 인해 웅장했었을 탑의 옛모습을 볼 수 없음이 안타깝다. 통일신라 후기∼고려 전기 사이에 세운 것으로 보인다.

## 현지 안내문
이 탑은 원래 서쪽 40m 지점에 무너져 있던 것을 지금의 자리로 옮겨온 것이다.
2층 기단의 5층석탑이었을 것으로 짐작되지만, 상대갑석 이하의 기단부가 거의 남아있지 않다. 탑몸돌은 1,2,35층의 지붕돌만이 남아 있고, 5층 탑몸돌과 상륜부는 새로이 만든 것이다. 1층 탑신석의 4면에는 양각된 여래좌상이 한 분씩 새겨져 있다. 석탑의 각층 옥개석 받침은 5단이며, 지붕돌의 밑면에는 낙수홈이 있다. 현재의 높이는 326cm이다.
이 탑은 신라말 고려초의 작품으로 보이는데, 이 탑으로 인하여 탑동이라는 마을 이름이 유래되었다고 한다.

## 참고 자료
- 청주 탑동 오층석탑 - 국가유산청 국가유산포털